# Fama (collection)
Pour les articles homonymes, voir Fama (homonymie).
Fama est le nom d'une collection de livres publiés en français par les éditions Marcel Daubin à partir de 1921, en lien avec La Mode nationale et La Renaissance du livre.
Cette collection publiée à Paris sans discontinuer jusqu'en 1941, puis redémarrée en 1946, comprend 720 titres.
En 1947, est apparue une nouvelle collection Fama qui comprend cette fois 80 titres. Marcel Daubin meurt en 1950. La collection s'arrête en 1956.
On y retrouve les auteurs prolifiques habituels de ces romans bon marché la plupart du temps sentimentaux, avec quelques incursions dans le policier et dans la science-fiction.

## Liste des titres
- 5 La fée du vieux logis par Andrée Vertiol, 19..
- 8 L'épreuve par Marie Thiéry, 1921
- 23 Femmes de marins . L'absencepar Hélène Martial,
- 36 Le secret du vieux château par Georges Spitzmuller, 19..
- 37 Les Ailes fermées par Jean Saint-Romain, 1921
- 51 Maison hantée . Tome I par Gertrude Warden, 1927
- 55 la sauvageonne par Claude Mouthiez, 1954
- 66 La force du pardon ; [suivi de] Le fiancé de Yolaine ; Les inquiétudes de Mlle Angélique par Andrée Vertiol, 1924
- 71 Les conquêtes du commandant Belormeau par Amélie Juliette Milan, 1927
- 96 La voix qui accuse par Henrietta De Quigini Puliga
- 104 Le chevalier Printemps par Suzanne Levasseur, 1925
- 111 Le Trésor de Launay par André Gerly, 1925
- 113 Les Flots d'Amalfi par Édouard de Keyser, 1926
- 119 Les sœurs Ferny par Charles Grandmougin, 1926
- 124 Le Mariage de Sabine par Jean Saint-Romain, 1926
- 133 La Vaillance de Dick  par Vergès, 1926
- 137 Le secrétaire de madame la Duchesse par Léon de Tinseau, 1926
- 138 La maison du solitaire par Jean Mauclère, 1926
- 140 Lora par Ursula Zoge Von Monteuffel, 1926
- 167 Et puis, un soir par Camille de Vérine, 1928
- 173 Deux mariages par Paul Cervières
- 175 La Gnome de la cathédrale par Pierre Demousson et Jacques Demetz, 1928
- 177 La maison du silence par Alice Muriel Williamson, 1928
- 181 Le château des anges . Tome I par Louis Enault, 1928
- 184 Fatale emprise par Annie Pierre Hot
- 191 Un chardon de Lorraine par Pierre Demousson, 1929
- 200 Terre inconnue par Marie-Louise Bouvet, 1929
- 201 Une île heureuse par Andrée Vertiol, 1929
- 221 Pour vous aimer par Philippe Jardys, 1930
- 223 La Fille de Samory par Pierre Demousson, 1930
- 227 Un flirt interrompu par H.-R. Woestyn, 1930
- 229 Le Trait d'union par Charles Vayre, 1930
- 230 Le secret des sables par  White Frederick Merrick, 1930
- 232 La Voisine aux millions par H.-R. Woestyn, 1930
- 233 Idylle au cirque par Pierre Vaumont, 1930
- 234 Le destin de Colette par Elise-Marie Chigot, 1930
- 235 L'Émeraude du lama par Pierre Demousson, 1930
- 237 Seul... avec toi par Yves Dalcœur, 1930
- 238 Écoute, Ô mon Coeur par Philippe Jardys, 1930
- 242 Un grand amour est né par Paul Salmon, 1930
- 246 Le second mari de Lady Stanley par Pierre De Souvigny, 1931
- 249 Le fiancé de Josette par Jean De Saint Marc, 1931
- 252 Mariée ?… peut-être ! par Jacques Sempré, 1931
- 256 La Gnome de la cathédrale par Pierre Demousson et Jacques Demetz, 1931 (réédition du N°175)
- 257 L'Amour est un enfant par Jacques Sempré, 1931
- 258 L'aviateur inconnu par Robert Alma, 1931, Texte intégral de L’Aviateur inconnu sur Wikisource
- 261 Pour Micheline par Henri Franz
- 263 L'erreur de maître Destangepar Hugues La frau, 1931
- 264 Toujours elle ! par Jacques Sempré, 1931
- 265 Le fiancé de Daniellepar Marcel Idiers, 1931
- 266 Rose des montagnes par Georges Maldague, 1931
- 267 Eve enchaînée par Magali, 1931
- 270 Chérie… et seule ! par Jacques Sempré, 1932
- 271 L'idée de Francine par Marthe Fiel, 1931
- 272 L'enchantement de Lucie Lauriac par Henry Jagot, 1931
- 273 L'erreur d'Andrée par Charles Vayre, 1931
- 274 On ne joue pas avec le cœur par Georges Maldague, 1932
- 275 L'amour, c'est notre loi par Raoul Le Jeune, 1931
- 276 L'Amulette de saphir par Jacques Sempré, 1932
- 277 Martine au coeur secret par Magali, 1932
- 279 Les Mains Pleines de Roses par René Vincy, 1932
- 281 Veuvage blanc par Marie-Anne de Bovet, 1932 Texte intégral de Veuvage blanc sur Wikisource
- 284 Le Calvaire d'une âme par Frédéric Valade, 1932
- 285 Mon Oncle et moi par Jean Rosmer, 1932
- 287 Le Droit d'être heureuse par Georges Maldague, 1932
- 289 Les illusions d'un coeur par Elise-Marie Chigot, 1932
- 292 Le Secret amour d'un pauvre vieux cœur par Frédéric Valade, 1932
- 296 Le Lien vivant par Jacques Sempré, 1932
- 300 Madame Printemps par Pierre Vaumont, 1932
- 307 Jusqu'au sacrifice... par Etienne Michel, 1932
- 304 Coeur qui soupirepar Jeanne Louise Marie Ichard, 1932
- 311 La Perle d'Haïti par Pierre Demousson, 1932
- 315 La Petite sauvageonne par Charles Vayre, 1932
- 317 Arlette, lingèrepar Philippe Bourgey, 1933
- 318 Les étapes de la vie par Henriette Langlade, 1933
- 322 Un mariage romanesque par Pierre de Corday, 1932
- 323 Les coeurs prédestinés par Antoine Francis, 1932
- 326 Le serment de Juanita par Colonel Royet, 1933
- 327 L'oiseau d'amour par Paul Falet, 1932
- 329 Un coeur et son mystère par José Reyssa, 1934
- 332 Le diamant rose d'Ali par Elise-Marie Chigot, 1932
- 333 Les principes de tante Gertrude par Hélène Langlois, 1932
- 334 Le spectre voilé par Marie Anne Hullet, 1932
- 336 La Coupe brisée par Adèle Viges, 1934
- 339 Le Château d'Orémuse par Jean Thiéry, 1933
- 341 L'Aveugle au don d'amour par Frédéric Valade, 1933
- 343 L'Amour n'est pas un jeu par Claude Portalès, 1933
- 344 Les Yeux voilés par Charles Vayre, 1933
- 345 J'ai pardonné par Georges Maldague, 1933
- 348 Le Beau Mariage d'Hélène Ménard par Frédéric Valade, 1933
- 350 Les Deux cœurs par Georges Maldague, 1933
- 351 Chiffonnette par Suzy de Vèdes, 1933
- 353 Malechamp par Jean Rosmer, 1933
- 355 L'Inconnue des grèves par Pierre de Souvigny, 1933
- 356 Deux petits Cœurs par Marie Reine Aghion, 1933
- 357 Le blond fantôme de l'amour  par José Reyssa, 1933
- 358 La jolie dame par Anny Lorn, 1933
- 361 Le Cœur choisit par Jean Rosmer, 1933
- 363 Lila Bonita, la belle jeune fille par Soriane, 1933
- 364 Une camarade par Pierre Vaumont, 1933
- 365 Après l'orage par José Bozzi, 1934
- 366 L'inconnu du rapide par Anny Lorn, 1933
- 367 La belle aux flots dormant par Félix Celval, 1934
- 368 Son rêve par Raoul Le Jeune, 1934
- 371 La jeune fille aux perles par Marguerite Geestelink, 1934
- 372 La mystérieuse aventure de Fridette par Georges Le Faure, 1934 Texte intégral de La Mystérieuse aventure de Fridette sur Wikisource
- 373 La fée du bled par Albert Bonneau, 1934
- 374 Le sphinx aux cheveux d'or par Georges Le Faure, 1934
- 375 Fleur-des-Champs par Colonel Royet, 1934
- 376 Le plus doux secret par Henriette Langlade, 1934
- 377 Le rêve d'Hélène par Jacques Redanges, 1934
- 379 Un mystérieux touriste par Charles Foleÿ, 1934
- 380 Ghislaine et sa dot (prends ma place)par Marthe Fiel, 1934
- 382 Bobbie par Conyers Dorothea,1934
- 386 Catherine en son vieux donjon par Th. Bernardie, 1934
- 387 L'enfant de Noël par Henri Marchal, 1934
- 388 Ton coeur est un écho fidèle par Philippe Jardys, 1934
- 389 Son maître par Guy de Novel, 1934
- 391 Le Roman de Guérande par Jean Rosmer, 1934
- 392 Une tache sur le nom par José Reyssa, 1934
- 393 Pourquoi n'avez-vous pas compris ?...  par Jacques Morin Sarrus,1934
- 395 Quatre cœurs sur les routes de l'amour : La Chambre où l'on n'entre plus par Marcel Priollet, 1934
- 396 Dans la geôle enchantée par Magali, 1934
- 397 Disparu par Brada, 1934
- 398 Mon ennemi chéri par Claude Fleurange, 1934
- 399 Quatre cœurs sur les routes de l'amour : J'aime… et j'accuse !  par Marcel Priollet, 1934
- 400 Le Secret de Marc Renaudin par Jacques Sempré, 1934
- 401 Le puy des aubergespar Albert Bonneau, 1934
- 402 L'étincelle par Marie De Wailly, 1934
- 403 Quatre cœurs sur les routes de l'amour : D'entre les pages d'un missel par Marcel Priollet, 1934
- 404 À l'aube de l'amour par José Bozzi, 1934
- 405 Un coeur et un million par Jean Kéry, 1934
- 406 Les Deux fiancées par Charles Vayre, 1933
- 407 Quatre cœurs sur les routes de l'amour : Les Barreaux d'or de ma cage par Marcel Priollet, 1934
- 408 Sa majesté Monettepar Albert Bonneau, 1934
- 409 Princesse Emeraude par Marie Reine Aghion, 1935
- 410 Quand un coeur s'est donné... par Philippe Jardys, 1935
- 416 L'Idylle au bord de l'eau par Jacques Redanges, 1935
- 417 La Robe du Bonheur par Marguerite Geestelink, 1935
- 418 Le château vert par Georges Beaume, 1935, Texte intégral de Le Château vert sur Wikisource
- 421 Le Bonheur sous la tempête par André-Jean Vétheuil, 1935
- 422 Les coeurs esclavespar Marcel Idiers, 1935
- 423 L'Errante mystérieuse par Jean Rosmer, 1935
- 424 L'Amour, ce tourment ! par Jean d'Yvelise, 1935
- 425 Le charmeur invisible par Guy de Novel, 1935
- 427 Le chemin de son coeur par Philippe Jardys, 1935
- 434 L'image d'amour par Jacques Sempré, 1935
- 438 La blonde fée de Kerreval par Jean Kéry, 1935
- 440 L'Ardente conquête par André-Jean Vétheuil, 1935
- 441 La Vraie Lumière par H.Lauvernière, 1935
- 443 Livrée au malheur par José Reyssa, 1935
- 444 La Ferme du Cœur-battu par Jean Samois, 1935
- 445 Petit cri-cri par Suzy de Vèdes, 1935
- 447 Femme, où vas-tu ? par Charles Quinel & Adhémar de Montgon
- 452 L'Amoureux de Fanette par Jean Voussac, 1935
- 453 Pour vivre heureux... par Hélène Lettry, 1935
- 455 Madame ma tutrice par Marguerite Thibaudet, 1935
- 458 L'Amour voit clair par Charles Vayre, 1936
- 464 Le Marquis de Chanteroy par Jean Rosmer, 1936
- 465 Jacqueline, mon amour par Jacques Sempré, 1936
- 466 L'anguille sous roche par Ciska, 1936
- 467 Le Cœur éperdu par José Reyssa, 1936
- 470 Claude d'Étanches et l'amour par Jean Samois, 1936
- 474 Les bâteliers du crépuscule par Roger d'Aubigny, 1936
- 476 Deux cœurs en aventure par André Romane, 1936
- 477 Les Parfums de la terre par José Bozzi, 1936
- 478 La ville aux illusions par Arthur Bernède, 1936 Texte intégral de La Ville aux illusions sur Wikisource
- 479 L'Enjeu d'amour par Pierre Vaumont, 1936
- 480 Tantinette par Jean Voussac, 1936
- 482 Vivre un beau songe par José Reyssa, 1936
- 486 La romance aux étoiles par Georges Le Faure, 1936
- 487 La Petite fille en rose par Jacques Sempré, 1936
- 490 Le Droit de choisir par Marcelle Davet
- 491 Une jeune fille très snob par Albert Bonneau, 1936
- 492 Aimer est mieux par Jean de la Tardoire, 1936
- 493 Chante-Perdrix par Jean Rosmer, 1936
- 494 Quand le cœur s'égare par Marcel Idiers, 1936
- 495 Petite flamme qui veille par Jose Reyssa
- 501 Le Mari imprévu par Charles Vayre, 1936
- 502 L'intendant de Kervalten par Guy de Novel, 1936
- 505 Madinina, terre des fleurs par M.-A. Hullet, 1936
- 506 Pauvre laide au grand cœur par José Reyssa, 1936
- 507 Ville morte… cœurs vivants par Gabrielle d'Estrugo, 1937
- 508 Nelly la figurante par Jean Voussac, 1936
- 510 Marie-Jeanne, fille des champs par Marcelle Davet, 1937
- 511 Modene! par Jean Rosmer, 1937
- 512 La brèche dans le mur par O'Nevès, 1937
- 514 Le Mariage de Pierre Taillebois par Jean Samois, 1937
- 515 La Ferme des Rêves par René Louys, 1937
- 519 Le poudrier d'argent par Annie et Pierre Hot, 1937
- 520 La Remplaçante par H. Gayar, 1937
- 521 Le Bonheur chèrement acquis par Jean d'Yvelise, 1937
- 522 Un cœur et une dot par Job de Roincé, 1937
- 524 La villa des heures claires par Philippe Jardys, 1937
- 527 La merveilleuse tournéepar Albert Bonneau, 1937
- 530 Confiante en votre amour par José Reyssa, 1937
- 533 Mariska par José Bozzi, 1937
- 534 Rêve trompeur par Claude Mouthiez, 1937
- 535 Le quatorzième convive par Anny Lorn, 1937
- 536 Comme un conte bleu... par Claude Virmonne, 1937
- 538 L'Étrange pensionnaire par Simone Saint-Clair, 1937
- 540 Les Joueurs de flûte par Marie Thiéry, 1937
- 541 La sirène d'Ouessant  par Guy de Novel, 1937
- 543 La croisière du "Myosotis" par Albert Bonneau, 1937
- 546 La tour maudite par Jeanne Louise Marie Ichard, 1937
- 548 La Gloire d'être mère par Jean d'Yvelise, 1937
- 550 Les deux beautéspar Marthe Doranne, 1937
- 551 Feu follet par Magda Contino, 1937
- 552 Fille d'aviatrice par René Louys, 1937
- 553 Le Cœur de Minouchette par Albert Bonneau, 1937
- 554 La déesse de jade par Max-André Dazergues, 1937
- 556 La Fée du Val d'Érèbe par Lise de Cère, 1937
- 559 La filleule de mon curépar Albert Bonneau, 1937
- 561 La fille du lac par Guy de Novel, 1937
- 562 Femme au coeur mystérieux par Philippe Jardys, 1938
- 563 Le chant du passé par Georges Gillet Allard, 1938
- 565 Vos yeux de lumière par Saint-Yrieix, 1938
- 566 Pour soi, le bonheur par Maxime Villemer, 1938
- 567 Au soleil du pardon par Jean d'Yvelise, 1938
- 569 Les prétendants de Marjolaine par Albert Bonneau, 1938
- 572 L'Homme aux chiens-loups par Jean Rosmer, 1938
- 573 Ma cousine de Paris par Marie Reine Aghion, 1938
- 576 Seule au monde Jean Kéry, 1938
- 577 L'or du Libanpar Marguerite Geestelink, 1938
- 579 La vie est une valse... par Jacques Morin Sarrus, 1938
- 580 L'envoyé de Saint Nicolas par Robert Jean-Boulan, 1938
- 581 J'aime qu'on m'aime par Ciska, 1938
- 584 Une idylle en mer par Pierre Chaigneau, 1938
- 585 La clef du coffret par Jacques d'Ervilles, 1938
- 588 Tout près l'un de l'autre par Philippe Jardys, 1938
- 589 La poursuite blanche par Lidone, 1938
- 591 Ces fleurs et notre amour... par Roger d'Aubigny, 1938
- 593 C'est vous que j'attendais!... par Jacques Morin Sarrus, 1938
- 594 Ma chère petite ville par Albert Bonneau, 1938
- 595 Les Yeux parlent par Jean Samois, 1938
- 596 Au paradis des étoiles par Robert Jean Boulan, 1938
- 597 Fille d'artiste par Marcelle Davet, 1938
- 598 Dans la paix du soir par José Bozzi, 1938
- 599 L'Aumône d'amour par Jean d'Yvelise, 1938
- 600 Tuteur malgré soipar Jean Kéry, 1938
- 605 Le coeur de Jacqueline par Georges Montignac, 1938
- 607 Dans la tour ténébreuse par Jacques Morin Sarrus, 1938
- 608 Le prince charmant par Anny Lorn, 1938
- 609 L'ombre sur la route par Robert Jean Boulan, 1938
- 612 Le coeur dépouillé par Marguerite Geestelink, 1939
- 614 Le Choix difficile par Jean Samois, 1939
- 615 Cœurs dans l'attente par Marthe Fiel, 1939
- 617 Toute la vie pour s'aimer par Georges Rol, 1939
- 618 Cendrillon se marie  par Jean Kéry, 1939
- 619 La Romance de Marinette par Jean d'Yvelise, 1939
- 621 La haine aux yeux tendres par Lidone, 1939
- 623 Odile et le bonheur par Pierre Villetard, 1939
- 624 L'heure du pardon par Edith Gérard, 1939
- 625 A l'ombre du vieux clocher  par Albert Bonneau, 1939
- 626 Quand le voile se lève par Verse-Steff, 1939
- 627 L'amour décide par Jeanne Louise Marie Ichard, 1939
- 628 Petite maman jolie par Charles Quinel, 1939
- 629 La Chaîne du passé par Marc Aulès, 1939
- 630 La rançon du mensonge par Jean Kéry, 1939
- 631 Huguette et ses vingt ans par Simone Saint-Clair, 1939
- 638 La chanson du regret par Philippe Jardys, 1939
- 640 L'amour joue la comédie par Jacques Morin Sarrus, 1939
- 642 L'allié des mauvais jours par Jean Kéry, 1939
- 644 L'Auberge de la belle étoile par Jean Voussac, 1939
- 645 L'amour a brisé la chaîne par Claire Charles Géniaux, 1939
- 646 Divine clarté par Roger d'Aubigny, 1939
- 649 Le Monsieur des ruines par Magda Contino, 1939
- 651 Cette petite provinciale par Philippe Jardys, 1939
- 652 La Maison du rubis par Willie Cobb, 1939
- 653 Entre l'arc et la flèche par Noré Brunel, 1939
- 654 Vivre son rêve par Marcelle Davet, 1939
- 658 La fugue de Marinettepar Albert Bonneau, 1939
- 660 L'Amour est un mirage par Verse-Steff, 1939
- 662 Ma fiancée de Monaco par Marie Reine Aghion, 1939
- 663 La Crinoline de soie bleue par Jean Voussac, 1939
- 668 Le rachat de la haine par M de Norlandt, 1940
- 674 Le Soleil sur le rêve par Jean d'Yvelise, 1940
- 675 Mag ou Mamie par Hélène Langlois, 1940
- 679 Un cœur dormait par Jean de La Tardoire, 1940
- 681 La femme au bandeau par Pierre Claude, 1940
- 684 L'École de l'amour par Verse-Steff, 1940
- 687 L'ombre sur le moulin par M. Geestelink, 1940
- 688 Mariage de guerre par Philippe Jardys, 1940
- 689 La Rêveuse aux étoiles par Jean Voussac, 1941
- 690 Le jardin sans roses par Jean Miroir, 1940
- 691 Son cœur et son drapeau par Germaine Pelletan, 1940
- 692 Petite âme en révolte par José Reyssa, 1940
- 693 La Vallée d'ombre par Marcel Priollet, 1940
- 694 L'Aventure par Maria de Crisenoy, 1940
- 695 Mon cœur est à moi par Magda Contino, 1941
- 698 Tendresse d'aînée par Jeanne Louise Marie Ichard, 1941
- 699 La Demoiselle au mimosa par Verse-Steff, 1941
- 700 L'amour et l'amitié par Renée Dauméric, 1941
- 701 Chant d'amour au crépuscule par Jean d'Yvelise, 1941
- 702 Le ruban rouge par Raoul Le Jeune, 1941
- 703 La Châtelaine de Guinette par Marie Reine Aghion, 1941
- 704 L'enlèvement d'Yvonne par Marcel Idiers, 1941
- 705 La défaite du papillon par Claude Fleurange
- 707 Le douloureux passé par Marguerite Geestelink, 1941
- 708 Enfin le bonheurpar Edmond Michel Tyl, 1941
- 709 Paris ″mes amours″ par Verse-Steff, 1938
- 710 Le foyer solitaire par Henriette Langlade, 1941
- 711 La double image par Jocelyne, 1941
- 712 La Séquestrée de Ker-Armor par Jean d'Yvelise, 1941
- 713 Le mariage de Jean Celzat par Audillac Paul , 1941
- 714 La raison du cœur par Jean de La Tardoire, 1941
- 715 Mon amour inconnu par René Valbreuse, 1946
- 716 Ces Messieurs du Clos-Joli par Germaine Pelletan, 1946
- 717 L'aventure brésilienne par Magda Contino
- 718 Prince-Dauxerre par Gabrielle d'Estrugo, 1946
- 719 Je t'ai donné mon cœur par José Bozzi, 1946
- 720 Suzanne jeune fille française par Emilienne Chardon

Nouvelle série
- 1 Au liseron des Champs par Marie Reine Aghion, 1947
- 2 La boîte à bonheur par Annie-Pierre Hot
- 3 Les masques tombent par Marthe Fiel
- 4 Le pays des roses par Verse-Steff
- 5 Clos Mimosa par Jean Kéry, 1947
- 6 Le cœur peut refleurir par Jacques Sempré
- 7 La Princesse Irène par Dory, 1947
- 8 La Maitresse de la Morinière par Florent Siméon, 1947
- 9 À l'enseigne des 2 cœurs par René Valbreuse, 1947
- 10 Capitaine Ramon par Jean Gisclon
- 11 Et l'amour refleurit par Noré Brunel
- 12 L'Écueil du silence par Suzanne Plemael
- 13 Ma tante alambiquée par Ciska
- 14 Fleur de pommier par Marguerite Geestelink
- 15 Quand le sphinx sourit par Marie Reine Aghion
- 16 Le Douloureux Secret par Jean Rosmer
- 17 Un mari énigmatique par Edith Gérard, 1948
- 18 La Douce imposture par L.S. Junod, 1948
- 19 Un Mariage difficile par Dominique, 1948
- 20
- 21 Fleur sans parfum par Verse-Steff, 1948
- 22 Le Moulin de mes Rêves par Maurice de Moulins, 1948
- 26 Française d'abord! par Jean Kery, 1949
- 27
- 28 Le Destin veille par Henriette Catn, 1949
- 32 Jeunesse en fleur par Marcel Triaire, 1949
- 35 Le Cavalier de la falaise par Adèle Viges, 1951
- 36 Princesse Claribelle par Marie Missir-Sapet, 1951
- 37 La Seconde Mme Dermont par M. de Pereti, 1951
- 38 Le Château des Sept Douloureurs par Marguerite Geestelink, 1951
- 39 Le Lit Rouge par Alice de Chavannes, 1952
- 53 Cinéma !… Cinéma !… par Marthe Fiel, 1953,  Texte intégral de Cinéma !… Cinéma !… sur Wikisource
- 56 Du grenier au plein ciel par Emilienne Chardon
- 57 Quand le soir descend par Jeanne Tibaint, 1954
- 62 Un cœur dans un château par Patrice Buet, 1954
- 63 Les jeux sont faits par Adèle Viges, 1955
- 68 L’Ombre s’efface par Marthe Fiel, 1955, Texte intégral de L’Ombre s’efface sur Wikisource
- 74 La Route du village par Jeanne Tibaint, 1956
- 76 La Rolls-Royce de Cendrillon par Valentine, 1956
- 175 L'amour ce magicien par Marthe Doranne
- sn° Le Remords de Madame Zabirovska par Th. Bernardie, 1948